# Sebastião Leônidas
Sebastião Leônidas, Leônidas (ur. 6 kwietnia 1938 w Jerônimo Monteiro) − piłkarz i trener brazylijski, występujący na pozycji obrońcy.

## Kariera klubowa
Karierę piłkarską Leônidas rozpoczął w Américe Rio de Janeiro w 1957 roku. Z Américe zdobył mistrzostwo stanu Rio de Janeiro – Campeonato Carioca w 1960. W latach 1966–1971 był zawodnikiem lokalnego rywala - Cruzeiro EC. Z Botafogo dwukrotnie wygrał ligę stanową w 1967 i 1968 oraz zdobył Taça Brasil w 1968 roku.

## Kariera reprezentacyjna
W reprezentacji Brazylii Leônidas zadebiutował 18 maja 1966 w wygranym 1-0 towarzyskim meczu z reprezentacją Walii. Ostatni raz w reprezentacji wystąpił 7 sierpnia 1968 w wygranym 4-1 towarzyskim meczu z reprezentacją Argentyny.
| Mecze i gole w reprezentacji | Mecze i gole w reprezentacji | Mecze i gole w reprezentacji | Mecze i gole w reprezentacji | Mecze i gole w reprezentacji | Mecze i gole w reprezentacji | Mecze i gole w reprezentacji |
| #                            | Data                         | Miasto                       | Przeciwnik                   | Gol                          | Wynik                        | Rozgrywki                    |
| ---------------------------- | ---------------------------- | ---------------------------- | ---------------------------- | ---------------------------- | ---------------------------- | ---------------------------- |
| 1.                           | 18.05.1966                   | Belo Horizonte               | Walia                        |                              | 1:0                          | towarzyski                   |
| 2.                           | 19.09.1967                   | Santiago                     | Chile                        |                              | 1:0                          | towarzyski                   |
| 3.                           | 07.08.1968                   | Rio de Janeiro               | Argentyna                    |                              | 4:1                          | towarzyski                   |

## Kariera trenerska
Zaraz po zakończeniu kariery piłkarskiej Leônidas został trenerem Botafogo. Z Botafogo zdobył wicemistrzostwo Brazylii w 1972. Potem jeszcze trzykrotnie trenował Botafogo w 1977, 1983 i 1986.
W latach 1973–1976 trenował Amérike Natal. Z Amériką dwukrotnie zdobył mistrzostwo stanu Rio Grande do Norte – Campeonato Potiguar w 1974 i 1975. W 1978 prowadził Cearą Fortaleza. Z Cearą zdobył mistrzostwo stanu Ceará – Campeonato Cearense w 1978.